# Janine feiert Weihnachten
Janine feiert Weihnachten ist eine kurze Erzählung von Werner Wollenberger. Sie wurde in vielen Anthologien zum Thema Weihnachtszeit veröffentlicht.

## Inhalt
Mit den Sätzen „Wann ist Weihnachten? Man sagt am 24. Dezember, am 25. vielleicht. Das habe ich auch immer geglaubt […]“ leitet der Erzähler den Bericht über eine Begebenheit ein, die sich tatsächlich ereignet haben soll. Im Sommer des Jahres 1958 erkrankt in einem kleinen Dorf im Jura ein achtjähriges Mädchen namens Janine an Leukämie. Der Arzt, der im September die Diagnose stellt, gibt Janine höchstens noch zwei Monate zu leben und kann den Eltern nur raten, dem unheilbar kranken Kind die letzten Wochen seines Lebens so schön wie nur möglich zu machen. Doch Janine möchte weder Geschenke noch reisen; ihr einziger Wunsch ist es, noch einmal Weihnachten zu feiern, und zwar so schön wie nur möglich und mit allem, was dazugehört. Dies scheint zunächst allerdings der einzige Wunsch zu sein, den man Janine nicht erfüllen kann, denn aller Voraussicht nach wird sie den 24. Dezember nicht mehr erleben. 
Schließlich fassen Janines Vater und der Dorflehrer den Beschluss, dem Kind einzureden, Weihnachten finde dieses Jahr schon früher, nämlich am 2. Dezember, statt; Ostern liege ja auch nicht immer auf demselben Termin. Janine lässt sich schließlich davon überzeugen, doch nun müssen die Männer mehrere Probleme bewältigen: Zu Weihnachten gehören zahlreiche Vorbereitungen, und vor allem, so stellen sie fest, gehört zu Weihnachten, dass alle es feiern. Also wird nun der Bäcker des Dorfes überredet, seine Lebkuchenherzen schon früher zu backen als sonst und seine weihnachtliche Schaufensterdekoration ebenfalls vorzeitig auszustellen. Die übrigen Geschäftsleute in dem kleinen Dorf schließen sich nach einigem Sträuben an; den Schul- und Kindergartenkindern wird eingeschärft, Weihnachten falle in diesem Jahr schon auf den 2. Dezember, und auch die privaten Weihnachtsvorbereitungen in den einzelnen Familien werden um einige Wochen vorgezogen. Selbst der Pfarrer beschließt, die Weihnachtsliturgie vorwegzunehmen. Janine feiert ein Weihnachtsfest mit allem, was dazugehört, sogar mit dem passenden Radioprogramm, für das ein Elektriker sorgt, der vom Nebenhaus her eine Leitung gelegt hat, über die er nun passende Schallplatten abspielt. 
Janine stirbt zwei Tage nach dem Fest. Die Erzählung endet mit den Worten: „Am 24. Dezember 1958 wurde in diesem kleinen Juradorf nicht mehr Weihnachten gefeiert.“

## Rezeption
Janine feiert Weihnachten wurde etwa in dem 1969 erschienenen Weihnachtsbuch Sei uns willkommen, schöner Stern von Gertrud Mielitz veröffentlicht. Die Erzählung wird im Schul- und Konfirmandenunterricht verwendet und wurde unter anderem auch in Blindenschrift veröffentlicht. Es gibt eine Tonbildserie von Friedemann Schuchardt zu Janine feiert Weihnachten aus dem Jahr 1979. Der Kurzspielfilm Fast eine Weihnachtsgeschichte von Werner Zeindler, in dem die siebenjährige Protagonistin allerdings Edith heißt, basiert auf Wollenbergers Erzählung.